# 约瑟夫·曼凯维奇
约瑟夫·里欧·曼凯维奇（Joseph Leo Mankiewicz，1909年2月11日—1993年2月5日），生于宾夕法尼亚州威尔克斯-巴里，美国剧作家，导演，制片人。他于1949年凭借《三妻艳史》获得第22屆奥斯卡最佳导演奖，次年又以《彗星美人》（All About Eve）再度获得该奖项，并获得最佳改编剧本奖。約瑟夫·孟威茲成為繼約翰·福特（第13屆、第14屆）之後，史上第2位「連莊」奧斯卡最佳導演獎的得主。
曼凯维奇在好莱坞的职业生涯很长，连续几年凭借《给三个妻子的信》（1949 年）和《关于夏娃的一切》（1950 年）获得奥斯卡最佳导演奖和奥斯卡最佳改编剧本奖，后者获得 14 项奥斯卡金像奖提名并赢得 6 项。
曼凯维奇在获得 20 世纪福克斯导演的机会之前，曾在派拉蒙影业担任编剧 17 年，在 Metro-Goldwyn-Mayer 担任编剧和制片人。在六年的时间里，他为福克斯制作了 11 部电影。
在他 40 多年的好莱坞职业生涯中，曼凯维奇写了大约 48 个剧本。他还制作了 20 多部电影，包括获得奥斯卡最佳影片提名的《费城故事》（1940 年）和《年度女性》（1942 年），为此他将凯瑟琳·赫本介绍给了斯宾塞·特雷西。

## 早年生活
曼凯维奇出生于宾夕法尼亚州威尔克斯-巴里，父亲弗朗茨·曼凯维奇（Franz Mankiewicz，卒于 1941 年）和约翰娜·布鲁梅瑙 （Johanna Blumenau） 分别是来自德国和库尔兰的犹太移民。
四岁时，曼凯维奇随家人搬到纽约市，并于 1924 年从史蒂文森特高中毕业。[9]他跟随哥哥去了哥伦比亚大学，在那里他主修英语并为《哥伦比亚每日观察家》撰稿，1928 年毕业后，他搬到了柏林，在那里他做过几份工作，包括为 UFA 将电影字幕从德语翻译成英语。

## 作品集

### 导演
- 1944年 《王国的钥匙》（The Keys of the Kingdom）
- 1946年 《惊魂骇魄》（Somewhere in the Night）
- 1947年 《寡妇情深结鬼缘》（The Ghost and Mrs. Muir）
- 1949年 《三妻艳史》（A Letter to Three Wives）
- 1949年 《陌生人之屋》（House of Strangers）
- 1950年 《彗星美人》和《无路可走》
- 1951年 《人言可畏》（People Will Talk）
- 1953年 《恺撒大帝》（Julius Caesar）
- 1954年 《赤足天使》（The Barefoot Contessa）
- 1955年 《红男绿女》（Guys and Dolls）
- 1958年 《沉静的美国人》（The Quiet American）
- 1959年 《夏日痴魂》（Suddenly, Last Summer）

### 编剧
- 1949年 《三妻艳史》（A Letter to Three Wives）
- 1950年 《彗星美人》（All About Eve）